# Idrottsförening Limhamn Bunkeflo 2007
O Idrottsförening Limhamn Bunkeflo 2007, também conhecido como IF Limhamn Bunkeflo ou simplesmente LB07,  é um clube de futebol da Suécia fundado em 1 de janeiro de 2008. Sua sede fica localizada em Malmö.
A equipe foi constituída oficialmente em 1 de janeiro de 2008, quando o Bunkeflo IF (que disputava a Superettan) se fundiu com o Limhamns IF. O clube recém formado disputou a Superettan 2008, mas logo foi rebaixada para a Division 1 Södra 2009.